# Langue des signes mongole
La langue des signes mongole est la langue des signes utilisée par une partie des personnes sourdes et de leurs proches en Mongolie.